# Darvi (distrikt i Mongoliet, Gobi-Altaj)
Darvi (mongoliska: Дарви Сум, Дарви, Darvi Sum) är ett distrikt i Mongoliet.   Det ligger i provinsen Gobi-Altaj, i den västra delen av landet, 1 000 km väster om huvudstaden Ulaanbaatar.